# 重原久美春
重原 久美春（しげはら くみはる、1939年2月5日 - ）は内外両面の金融経済政策の専門家。専門領域外でも、社会厚生、地球環境保全、日本の国際貢献など、幅広いテーマに関する国際的な論客として活躍。
日本銀行における国内政策・国際金融の企画・調査・実践部門で要職を歴任。OECD（経済協力開発機構）に4回招聘され、その主軸である経済政策部門の全ての職階を経て、非英語圏出身者として初めて経済総局長に抜擢され、長年にわたってOECDチーフ・エコノミストとして活躍した。更に、OECD副事務総長として、経済・社会・厚生・開発などの諸問題に関するOECDの横断的作業を統括した。金融経済政策に関する国際的な貢献に鑑み、ベルギー国王の名において名誉経済学博士の学位を授与された。 2003年に第1次小泉純一郎政権下で行われた日銀総裁選任の際、日銀国内派であった福井俊彦の対抗馬として小泉首相が選んだ「隠された」最有力な総裁候補者であった。

## 概要
群馬県前橋市生まれ。群馬県立前橋高等学校を経て、1958年に東京大学に入学。教養学部で全学トップの成績を修めたあと、法学部内にある穂積奨学財団が同学年で最優秀な学生一人に限って与える奨学金を得て法律学を専攻するとともに、木村健康から経済原論、館龍一郎から金融論、堀江薫雄から国際金融論を学んだ(出典：重原久美春著「日本銀行とOECD - 実録と考察：内外経済の安定と発展を求めて」＜中央公論事業出版、2019年＞）。
1962年、東京大学法学部卒業後日本銀行に入行。フランス銀行業務研修のための一年間のフランス滞在をはさんで調査局（欧米調査課、内国調査課）に勤務した後、企画局（企画課）および外国局（外国為替課、総務課）において内外金融政策の企画と実践を担当した。この間、中央銀行の中央銀行とも言われる国際決済銀行(BIS)における銀行規制監督委員会の日本銀行代表を長らく務めたほか、国際通貨基金(IMF)、世界銀行(IBRD)、アジア開発銀行(ADB)などの会合にも参加した。その後、日本銀行長崎支店長および考査役の役職を経て、金融研究所長を務めた（1989 - 92年）。
また、OECDパリ本部に、1970年以降、4度に亘って勤務し、以下の記述のとおり、経済総局（Economics Department）の主流を一貫して歩んだ(出典：上掲書）。
一度目の勤務（1970-74年）では、金融調査課のエコノミスト、シニア・エコノミストを経て、1972年に金融調査課長に昇進した（日本人職員として課長職以上に就いたのは初）。二度目の勤務（1980-82年）では、日本人で初めて一般経済局（後に政策調査局と改称）次長となり、三度目の勤務（1987-89年）で一般経済局（のちの政策調査局）長に就任した。四度目の勤務（1992-99年）では、経済畑における最高ポストである経済総局長（Head of Economics Department）兼チーフ・エコノミストに英語圏外出身者として初めて就任した。OECD経済展望（エコノミック・アウトルック）の作成作業の統括に加えて、OECD経済政策委員会や第三作業部会（主要国財務次官・中央銀行副総裁クラスが参加し財政・金融・為替相場政策などを審議するグループ）などを取り仕切ったほか、主要国中央銀行の金融政策担当理事ないし局長を集めたOECD高級専門家グループの議長を務めた。IMFなど他の国際機関や10カ国グループ(G10)などの次官級会合にもOECD代表として出席した(出典：上掲書）。
1997年5月から1999年秋までは、副事務総長（Deputy Secretary-General）を務めた。その職務内容は広範なものであり、具体的には、経済政策に加え、社会・福祉・開発といった幅広い横断的な政策課題に関するOECDの分析・提言活動を統括し、さらにOECD加盟国のみならず、非加盟国・地域との協調を促進するグローバルな政策対話にも注力した。 このように、重原は歴代のOECD副事務総長の中でも最も多岐にわたる分野をカヴァーした人物の一人であり、国際機関における経済政策と広義のガバナンス課題との接点を調整・推進する上で中心的役割を果たした（出典：上掲書およびKumiharu Shigehara, "The Bank of Japan, the OECD, and Beyond", Palgarave Macmillan, 2024)。
現在は国際経済政策研究協会（International Economic Policy Studies Association, IEPSA：本拠パリ）の会長であり、金融経済問題のほか、社会公正、地球環境保全、日本の国際貢献など、幅広いテーマに関して日本国内外において講演・論文執筆活動に従事している (出典：上掲書)。

## 顕彰
ベルギー王立リエージュ大学名誉経済学博士（1998）
同大学の名誉博士号は、フランスの医学者ルイ・パスツール(1893)、首相ジョルジュ・クレマンソー(1919)、首相レイモン・ポアンカレ(1924)、大統領シャルル・ド・ゴール(1945)、大統領フランソワ・ミッテラン(1992)、米国の大統領フランクリン・ルーズベルト(1945)、英国の首相ウィンストン・チャーチル(1945)、ドイツの首相ヘルムート・コール(1999)などに対して、日本人では重原(1998)についで、大江健三郎(2000)に対して授与されている（括弧内は授与の年）。

## エピソード
- 日本銀行では早くから国際派のエースとしての将来を嘱望され、特に前川春雄（第24代日本銀行総裁）に重用された。[2]   昭和37年入行同期生のなかで最も早く局長ポストである金融研究所長に昇進し、その後は企画局長を経て理事に昇格するコースが当時日銀総裁であった三重野康から提示されていたが、ジャン＝クロード・ペイユOECD事務総長自らが重原に対して強く行ったOECD経済総局長（Head of Economics Department）兼チーフ・エコノミスト（主要国経済官庁の次官に相当）就任要請を受けて、1992年５月に同ポストに就任(出典：OECD 『オブザーバー』誌、日本OECD加盟50周年記念特別号、2014年4月、"日本におけるOECD”）。
- 英語、フランス語に堪能。主要国 中央銀行や国際機関の首脳などと長年に亘って交友関係を築き上げ、彼らからはKumiharu SHIGEHARAのファースト・ネームに由来する「クミ(Kumi)」の愛称で呼ばれている（出典：Kumiharu Shigehara, ”The Bank of Japan, the OECD, and Beyond：Reflections from a lifetime’s work”, Palgrave Macmillan, 2024)。
- 主要国際機関のチーフ・エコノミストとして永らく国際舞台で活躍した日本人は重原のほかにはいない(出典：上掲書）。
- OECDにおいて、事務職の最下位から最高位である総局長まで全ての職階を歴任した人物は、重原のほかにはいない(出典：上掲書）。
- OECDの事務総長（Secretary-General）および副事務総長（Deputy Secretary-General）は事務局外部から任命されるのが通例であり、事務職員の最高位を経て副事務総長に就任した重原のケースは異例である(出典：上掲書）。
- 1992年に重原のOECD経済総局長就任が決定した際、英国フィナンシャル・タイムズ紙は、”Japan's turn”（日本の出番）と題した人物紹介記事（1992年1月22日号）を掲載し、「重原は、海外では、日本銀行の金融政策運営は厳格かつ自律的であるべきであり、過度にアメリカ寄りであってはならない、と主張していることで知られている」と報じた。
- 1992年~1993年の欧州通貨危機の際、OECDチーフエコノミストの立場からその収束に役立つ貢献をした[3]。
- ドイツ・ブンデスバンクが1996年4月、欧州における金融政策運営の枠組みをテーマとして1996年4月に開催した国際会議において行った基調講演のなかで、 OECD主要国における1960年代以降の金融政策運営を概観した後、特にマネーサプライ目標、インフレ数値目標、アンカー通貨に対する為替相場ベッグ、名目GDP目標、などのオプションについて検討の上、こうしたルールに従った金融政策運営のいずれも、金融面と実体経済面の双方における不測の事態に面して物価安定という金融政策の最終目標を達成するために万全な枠組みとは言えない、如何なるルールを採用するにしてもある程度の恣意をもちながら中長期的な観点に立って運営すべきであり、その際には、金融当局の独立した政策決定に関する国民の支持を得るために不可欠である透明性の確保と説明責任の貫徹が重要である、と主張した[4]。
- イニャツィオ（イグナツィオ)・ヴィスコ（Ignazio Visco現イタリア銀行総裁）がイタリア銀行の調査局長から重原の後任としてOECD経済総局長兼チーフ・エコノミストに就任した1997年当時、クリントン政権下のアメリカで財務副長官であったローレンス・サマーズ（後に財務長官）は「君はクミが残した大きな足跡を引き継がなければならない(You have to fill Kumi's big shoes)」とヴィスコに語った(出典：上掲書）。
- 日本のバブル形成期には早めの金融引き締めを提言し、またバブル崩壊後は積極的な金融緩和を提言し続けたが、重原の意見は当時の日本の政策当局には受け入れられなかった(内閣府経済社会総合研究所「バブル/デフレ期の日本経済と経済政策」歴史編 3 時代証言集 193頁および196頁、597-639頁 参照）。
- 2003年に小泉純一郎政権下で行われた日銀総裁の選任の際は、政府官邸から「隠された候補者」（「日銀総裁内定を耳打ちされた重原久美春氏の落胆」〜選択_(雑誌)2003年6月号）とされたが、結局、財界などの支持が強かった福井俊彦が総裁に就任した。この人事の発表の際、小泉は終止憮然とした表情であったと報道され、英国フィナンシャルタイムズ紙（2003年2月25日号）は、『小泉の小心（Koizumi's Timidity）』と題する社説において、意中の人であった重原の総裁就任に抵抗した既成勢力の圧力に屈した小泉を批判した。
- 2008年に福田康夫政権下で進められた福井俊彦日銀総裁の後任人事の際は、米国モルガン・スタンレー証券ロバート・フェルドマン博士が総裁候補と目された19名の人物の資質について評点を行った「次期日銀総裁 -- 候補者を比較する」と題する調査報告を発表した（英文は3月25日、和文は翌26日に公表、英国フィナンシャル・タイムズ紙2008年4月3日号に紹介記事）。これによれば、重原は「マクロ経済学と独立性」を重視する基準で第一位、政策決定機関トップの経験」「国内外のネットワーク」の２指標を重視する基準でも最高位にランキングされ、特に海外中央銀行や国際機関などから重原の日銀総裁就任を期待する声が高まった。しかしながら、国会混乱のなかで先に与野党間の妥協で副総裁に就任していた白川方明が総裁に昇格するという予想外の結末となった。白川方明はフェルドマン報告のなかで日銀総裁候補と目された19人のリストに入っていなかった。
- 2013年に安倍晋三政権下で進められた白川方明日銀総裁の後任人事の際は、ロバート・フェルドマン報告で識見、独立性、組織統率力などの基準で最高位に評価された重原の日銀総裁就任を待望する声が再び上がった [5][6]。しかしながら、安倍晋三総理は、「マクロ経済学と独立性」および「国内外のネットワーク」を重視する基準で13位、「政策決定機関トップの経験」重視の基準で7位にとどまっていた黒田東彦を日銀総裁に指名した。
- 安倍晋三政権下で行なわれてきた経済政策（いわゆる「アベノミクス」）に関して、特に構造政策面での不徹底を批判する主張をしている。例えば、Credit Suisseのスイス本部が世界の選ばれた富裕層投資家たちを招いて年２回開催するパネル会議を2015年5月に日本で初めて開催した際に、重原と英国ジョン・メイジャー元首相および藤崎一郎元駐米大使の三人による”Japan towards 2030”というテーマの英語によるパネル・ディスカッションにおいて、ドイツにおける構造改革の経験、これと比較したフランスの構造改革の遅れなども紹介しながら、日本の構造改革が遅れているポリティカルエコノミーの問題を論じている[7]。
- 日本銀行が、2013年1月の政策決定会合で消費者物価上昇率2%を政策目標に設定し、政策運営にあたっては、(1)先行き2 年程度の経済・物価情勢について蓋然性が最も高いと判断される見通しが物価安定のもとで持続的な成⻑の経路を辿っているか点検する、(2)より⻑期的な視点を踏まえつつ、物価安定のもとでの持続的な経済成⻑を実現するとの観点から様々なリスクを点検する、(3)これら二つの「柱」に基づく点検を踏まえた上で、当面の金融政策についての考え方について整理し、展望レポート等を通じて定期的に公表する、という枠組みで金融政策を運営してきたことについて、消費者物価上昇率2%を金融政策の目標とすることの妥当性を再検討すること、および、二つの「柱」に関する作業をより高度化し、これをもとに政策論議を行い、その成果を「経済・物価情勢の展望」レポートなどを通じて国⺠に開示すること、を提案している[8]。ドナルド・ジョンストン元OECD事務総長は本書について「組織記憶の伝達者が殆どいないOECDにとって大変重要なもの（very important for the OECD where there is so little living institutional memory)」とコメントした。鈴木淑夫（日本銀行金融研究所長、理事を歴任した後、野村総合研究所理事長、衆議院議員などを歴任）は本書を「貴重な公共資産」と評価している。また、道下匡子（作家・翻訳家）は、本書が「単に国際経済の専門書にあらず、全人格的にも優れていることがいかに大切であるかを伝える文学、哲学の書ともいえる」ものであり、「強い意思と夢を持ち、日本と世界の未来を担う若いひとたちに読まれることを願っている」という書評を書いている。
- 前掲書についで、更に広い視点から新たに書き下ろした回顧録の英語版"The Bank of Japan, the OECD, and Beyond"をPalgrave Macmillan社から2024年8月に出版した[9]。リチャード・ケアリー元OECD開発援助局長は、"a great achievement for Japanese, OECD and world economic history"と評価している。また、矢後和彦・早稲田大学商学学術院教授は、「ここに整然と提示された証言は、世界の経済的繁栄と平和的共存を希求するエピローグを含めて各界で十分に吟味されるふさわしい」（世界経済評論、2024年1・2月号、102ページ）と論評している。
- 重原の人間性について、英国の著名な経済学者チャールズ・グッドハート（英語版）は「非常に親しみやすく、人柄が良く、話の通じる日本人（”highly approachable and personable, a scrutable Japanese”[10]）」とコメントした。

## 主要刊行物
書物
- The Bank of Japan, the OECD, and Beyond：Reflections from a lifetime’s work (Palgrave Macmillan, 2024)
- 日本銀行とOECD - 実録と考察：内外経済の安定と発展を求めて（中央公論事業出版、2019年）[8]
- The Limits of Surveillance and Financial Market Failure: Lessons from the Euro-Area Crisis (Palgrave Macmillan, London, December 2014)[11]
- Price stabilization in the 1990s: Domestic and International Policy Requirements  (The Macmillan Press, London, 1993)
- 金融理論と金融政策の新展開（有斐閣、編著、1991年）
- 経済の安定成長と金融政策（東洋経済新報社、1991年）
- 金融政策と景気調整（金融財政事情研究会、1976年）
- The Role of Monetary Policy in Demand Management: the Experience of Six Major Countries (co-authored with Niels Thygesen,  OECD, Paris, 1975)

論文・講演
- 中央銀行の望まれるあり方を巡って（世界経済評論、2024年1・2月号）＜北村行伸・矢後和彦との鼎談記録＞
- 日本銀行首脳に求められる国際性とは何か（世界経済評論インパクト、2023年2月27日）
- 日本銀行総裁の資質（世界経済評論インパクト、2023年2月13日）
- 中央銀行の使命と苦悶（世界経済評論、2023年3・4月号）
- 日銀、政策運営の枠組みの見直しを（世界経済評論インパクト、2022年9月12日）
- 苦境に立った中央銀行（世界経済評論インパクト、2022年8月22日）
- ロシア・ウクライナ戦争を巡って（世界経済評論インパクト、2022年3月21日）
- ロシアのウクライナ侵略に対する憤懣と考察（世界経済評論インパクト、2022年3月7号）
- 地球規模で緑の成長と格差是正を目指して（世界経済評論、2022年3・4月号）
- "Is Global Green Growth Achievable?"（Keynote speech at the French-Japanese Business Summit, 9 November 2021)
- 地球規模で緑の経済成長は実現可能か？（日仏ビジネスサミット基調講演、2021年11月9日）
- 東京五輪の今夏開催について（世界経済評論インパクト、2021年3月15日）
- "Japan's war crimes, colonialism and apologies" (The Japan Times, Tokyo, 29 August 2019)
- "Economic challenges ahead" (The Japan Times, Tokyo, 27 June 2015)
- 「重原久美春の経済コラム」（上毛新聞、2013年4月~2015年3月、毎月第一水曜日号に掲載）
- "Wirtschaftspolitik für die Eurozone", co-authored with Paul Atkinson, Wolfgang Michalski, Leif Pagrotsky and Robert Raymond and translated into German by Wolfgang Michalski, with an English abstract prepared by Kumiharu Shigehara (Wirtschaftsdienst, June 2014)
- "How to run the euro area", co-authored with Paul Atkinson, Wolfhang Michalski, Leif Pagrotsky and Robert Raymond (The Japan Times, Tokyo, 22 April 2014)
- "Japan at the OECD and the OECD in Japan" (OECD Observer, Japan Special Edition, Paris, April 2014)
- "日本におけるOECDとOECDにおける日本" (OECD 『オブザーバー』誌、日本OECD加盟50周年記念特別号、2014年4月)
- "New Challenges and a Search for Better Global Governance" (Boao Review, Beijing, April 2014)
- 経済繁栄と社会公正：日本とスペインの課題（日本スペイン交流開始400周年記念コンフェランス基調講演、CIDOB、バルセロナ、2014年1月17日）
- "Interdependence, International Spillovers and Global Governance" (Shanghai Institute of Finance and Law, Shanghai, 1 November 2013)
- "Chances of eurozone reform" (The Japan Times, Tokyo, 24 October 2013)
- “The Limits of Surveillance and Financial Market Failure: Some fundamental issues arising from the euro area crisis” (The International Economic Policy Studies Association and La Maison de l’Europe de Paris, Paris, September 2013)
- "Multilateral Surveillance of Monetary Policy in the United States and the United Kingdom" (The International Economic Policy Studies Association, Paris, October 2011)
- "The Way Forward: Streamlining Policy Discussions for More Effective Multilateral Surveillance” in "OECD at 50" (OECD, May 2011)
- “Surveillance by International Institutions: Lessons from the Global Financial and Economic Crisis” (co-authored with Paul Atkinson, OECD Working Papers No.860, May 2011)
- "For More Effective Multilateral Surveillance" (The Japan Times, Tokyo, 23 May 2011)
- 政策当局者達の証言-『日本経済の記録-バブル・デフレ期の経済政策に関する意思決定プロセス』（松下茂・竹中治堅 編集、内閣府経済社会総合研究所 企画・監修、2011年3月）
- “Multilateral Surveillance: the IMF, the OECD and G20” (Ligue Européenne de Coopération Économique, Paris, February 2011)
- 為替相場の安定のために日銀が取るべき政策対応（週刊エコノミスト、2009年11月3日号）
- "Central Banks Experimenting to Counter Deflationary Pressure" (The Japan Times, Tokyo, 3 November 2009)
- "Japan's Demand Management and Yen Rate in the Global Crisis" (The Japan Times, Tokyo, 2 November 2009)
- 日銀、円高への警戒を強めよ （日本経済新聞、「経済教室」、 2009年10月12日号）
- 新たな国際経済社会秩序の構築（外交フォーラム、2009年4月号）
- ”Managing the International Crisis" (The Japan Times, Tokyo, 10 December 2008)
- ”Japan's monetary authorities must act aggressively" (The Financial Times, London, 25 November 2008)
- ”The Japanese Economy in the Age of Globalisation” (Casa Asia, Barcelona, 12 December 2005)
- “Number of top jobs at OECD must be reduced as governments begin to search for new secretary-general” (The Financial Times, 29 July 2005)
- “A global solution needed to deal with the Japan problem” (The Financial Times, 2 April 2003)
- 経済発展、社会公正と福祉の向上を目指して（財経詳報、「特別論考」、2003年8月25日号）
- 悪循環打開に円高是正を （日本経済新聞、「経済教室」、 2003年4月28日号）
- 財政規律と金融・為替相場政策運営（金融財政事情「時論」、2003年1月20日）
- "Looking for models in pursuit of prosperity" (The OECD Observer, OECD, Paris, December 2002)
- "Developments in International Policy Co-operation and Japan's Tasks: An Insider's Views" (Research Institute of Economy, Trade and Industry, 3 July 2002)
- 公務員の天下り規制（金融財政事情「時論」、2002年8月特大号）
- 国際公僕のすすめ---もっと日本の出番を（OECD東京センター・ニュース2002年6月）
- 我が国における人材育成の課題--強まる経済と教育システムの国際競争のなかで（財経詳報、特別論考、2002年6月5日）
- 言霊とロゴス（金融財政事情「時論」、2002年4月14日）
- ユーロの挑戦（金融財政事情「時論」、2002年1月14日）
- 世界経済の潮流と日本の政策課題（財経詳報、特別論文、2002年1月）
- 小泉政権の経済政策は成功するかー日本経済再建の処方箋（金融財政事情、2001年10月8日）
- 世界経済、一層の減速懸念（日本経済新聞「経済教室」、2001年7月10日）
- "Comment affronter le ralentissement éonomique?" (Les Echos, Paris, 18 July 2001)
- "Is the World Prepared to Deal with the Global Economic Slowdown?" (The Japan Times, Tokyo, 12 July 2001)
- "IMF World Economic Outlook and Economic Policy Management in Japan" (The Financial Times, London, 15 May 2001)
- "Monetary Policy and Economic Performance" (Palgrave, London, 2001)
- 経済成長と社会的公正（日本経済研究センター会報、2001年5月）
- 拡大する所得格差にどう対応するか（論争東洋経済、2000年5月）
- グローバル金融の更なる安定を目指して（NIRA政策研究、1999 年VOL.12 NO.1）
- 競争政策の国際的側面（一橋大学「経済研究」発刊50 周年記念号、VOL.50 NO.1、1999年）
- "Causes and Implications of East Asian Financial Crisis" (OECD, Paris, 1999)
- "Monetary and Economic Policy - Then and Now" (De Nederlandsche Bank, Amsterdam, 1998)
- "Targets and Indicators for Monetary Policy" (OECD, Paris, 1998)
- "Asia and Europe: Some Common Challenges for the 21st Century" (Asia-Europe Forum, Tokyo, 1998)
- "Policies for Dealing with Population Ageing in the Global Context" (OECD, Paris, 1998)
- "OECD and Asia in the Globalising World Economy" (Asia-Pacific Review, Tokyo, 1998)
- "New Policies for Dealing with Ageing", (The OECD Observer, OECD, Paris, June/July 1998)
- "Die negative Einstellung zur Globalisierung üerwinden" (Handelsblatt, 9 January 1998)
- "Globalisation, technologie et emploi" (Le Figaro, 7 November 1997)
- 規制緩和は将来への投資だ（週刊東洋経済、1997年11月1日）
- "Good news on globalization" (The Journal of Commerce, 25 July 1997)
- ガラス細工の組織（週刊東洋経済、1997年7月12日）
- 内需拡大に金融緩和維持を（週刊東洋経済、1996年8月3日）
- 規制改革：ダイナミックな経済の構築を目指して（東京シンポジウム、1996年）
- "The Options Regarding the Concept of a Monetary Policy Strategy" (Bundesbank, Vahlen Verlag, München, 1996)
- "Multilateral Surveillance: What the OECD can offer?" (the 1996 Global Finance Lecture, the University of Birmingham, 1996; OECD, Paris, 1996)
- "Dimension of Budget Deficits and Debt" (The Federal Reserve Bank of Kansas City, Missouri, 1995)
- 雇用創出が先進国共通の課題（エコノミスト、1994年5月17日）
- 世界的課題に国際協調は可能か（外交フォーラム、1993年5月）
- "Financial Markets in Transition - or the Decline of Commercial Banking - Commentary" (The Federal Reserve Bank of Kansas City, Missouri, 1993)
- "Evolving International Trade and Monetary Regimes and Related Policy Issues" (The Stockholm School of Economics, St. Martin's Press, London, 1993)
- "Causes of Declining Growth in Industrialized Countries" (The Federal Reserve Bank of Kansas City, Missouri, 1992)
- "The External Dimension of Europe 1992" (Essays in International Finance, Princeton University, New Jersey, 1991)
- 国際貿易・通貨体制の新展開と政策課題（金融研究、1991年12月）
- 日本の「貯蓄」をどう使うか - スタンフォード大学ジョン・テイラー教授（のち米国財務次官）との対談（週刊東洋経済、1991年11月23日）
- 錯綜する自由化本番時代の金融政策（銀行時評、1991年10月15日）
- EC通貨統合と中央銀行の使命（きんき、VOL.7 WINTER、1991年）
- 新しい成長理論について（大庭竜子と共著、金融研究、1991年3月）
- 金融構造の変化と今後の課題（かんぽ資金、1990年12月）
- 金融自由化の進展と金融政策--日本の経験（金融研究、1990年12月）
- "Japan's Experience with Use of Monetary Policy and the Process of Financial Liberalization" (Reserve Bank of Australia, Sydney, 1990)
- 地域経済統合の進展と金融経済の展望（証券経済時報、1990年11月）
- 1992年欧州統合の対外的側面（金融研究、1990年10月）
- 金融自由化のパフォーマンス評価基準を提案する（金融財政事情、1990年7月23日）
- 企業の資本コストを巡る問題について（佐藤節也と共著、金融研究、1990年7月）
- 資産価格の変動とインフレーションについて（金融研究、1990年7月）
- 国際政策協調 日本は指導性発揮を（日本経済新聞「経済教室」、1989年9月29日号）
- OECDの思い出（貯蓄と経済、1984年3月）
- ユーロ市場の拡大とその規制をめぐる諸問題（金融学会報告、1981年5月）
- "The absorption of the Two Oil Crisis: Japan's Experience" (The European Economic Review, Amsterdam, 1978)
- "The Effects and the Design of Monetary Policy" (co-authored with Niels Thygesen) in "Economic Research in European Central Banks" edited by E. Masera, A. Fazio and T. Padoa- Schioppa (Banca d'Italia, Rome, 1975)
- "Monetary Policy in Japan" (OECD, Paris, 1974)
- "The Implications of the Oil Situation for Domestic Monetary Management" (OECD Economic Outlook, No. 15, Paris, July 1974)
- 日本の金融政策（原文英語、日本銀行調査局和訳、1972年11月）
- 英国の財政緊縮措置（日本銀行調査月報、1968年4月）
- 英ポンドの平価切下げとその影響（日本銀行調査月報、1967年12月）
- 英国の銀行体質改善策（日本銀行調査局、1967年7月）
- パリ金融市場とフランス銀行の介入操作（日本銀行調査局、1967年2月）

## 参考資料
- Who's Who, 1994-2024, Bloomsbury Publishing, London；
- 『OECDの思い出』、重原久美春、「貯蓄と経済」1984年第3号；
- 『ひと ー OECD一般経済局長に就任する重原久美春さん』、朝日新聞、1987年7月5日号；
- 『ひと ー 貿易摩擦のなかOECD一般経済局長に就任する重原久美春さん』、毎日新聞、1987年7月14日号；
- 『国際経験豊かな新所長 ー 日銀金融研率いご意見番に意欲』、「トップ&ミドル」、日本経済新聞、1989年11月30日号；
- “New Head of OECD Economics Department”, OECD Press Release, 21 January 1992, Paris；
- “BOJ official to take up key economist post at OECD ”、英国ロイター通信、1992年1月21日；
- “BOJ's SHIGEHARA to head OECD Economics Department”、米国AP通信、1992年1月21日；
- “Japan’s Turn”、英国フィナンシャル・タイムズ紙、 1992年1月22日号；
- “Kumiharu Shigehara nommé à la tête du département économique de l'OCDE”、仏AGEFI紙、1992年1月22日号；
- 『OECD経済総局長に重原氏 実質的ナンバー2 日本人から初の起用』、日本経済新聞、 1992年1月22日号；
- 『時の顔ー OECD経済総局長に就任する重原久美春氏』、日本経済新聞、 1992年1月22日号；
- 『国籍を超えて全力！ 日本人初のOECD経済総局長に就任する重原久美春氏』、日本工業新聞、 1992年1月23日号；
- 『素顔ーサミット向け戦略提言に尽くすー OECD経済総局長に就任する重原久美春氏』、日刊工業新聞、 1992年1月23日号；
- “Economist going to OECD: Multilateralism emphasized”、ジャパン・タイムズ紙、1992年1月23日号；
- “Kumiharu Shigehara wird OECD-Chefvolkswirt”、独フランクフルター・アルゲマイネ紙、1992年1月23日号；
- 『この人ー OECD経済総局長に就任する重原久美春さん』、朝日新聞、 1992年1月24日号；
- 『OECDの方向ー 先進工業国の協力カギ：重原久美春氏』、「日曜トーク&トーク」、上毛新聞、 1992年3月8日号；
- 『私の好きな場所・好きなもの』、週刊新潮、1992年4月2日号；
- 『この人と一時間 ー 重原久美春OECD経済総局長』、週刊「エコノミスト」、 1992年4月21日号；
- “Think-tank operator seeks a refill of ideas”、英国フィナンシャル・タイムズ紙、 1993年3月5日号；
- 『朋友』、読売新聞、1994年3月6日号；
- “The Confidential Game”, Steven Solomon,1995, New York；
- “The Rotten Heart of Europe”, Bernard Connolly,1995, London；
- “Kumiharu Shigehara named Deputy Secretary-General”, OECD News Release, 22 May 1997, Paris；
- 『OECD事務次長に重原氏』、日本経済新聞、1997年5月23日号；
- 『指定席ー OECDの事務副総長に就任した重原久美春さん』、読売新聞、1997年6月4日号；
- 『OECDの重原氏に名誉博士号』、時事通信、1998年11月25日号；
- 『国際公僕のすすめ』、OECD東京センター・ニュース、2002年6月号；
- 『日銀総裁内定を耳打ちされた重原久美春氏の落胆』ー「経済情報カプセル」、月刊「選択」、2003年6月号；
- 『次期日銀総裁 -- 候補者を比較する』、ロバート・フェルドマン、米国モルガン・スタンレー証券報告書、2008年3月25日（英文）、2008年3月26日（和文）；
- 『前川春雄「奴雁」の哲学』第144頁、浪川攻、東洋経済新報社、2008年12月；
- 『重原久美春氏ヒアリングの趣旨』および『重原久美春氏年譜』、内閣府経済社会総合研究所「バブル/デフレ期の日本経済と経済政策」歴史編 3 時代証言集（597-600頁）、2011年3月。